# نيسان موكو
نيسان موكو هي سيارة من إنتاج شركة سوزوكي.